# Торолдов јелен
Торолдов јелен (Przewalskium albirostris или Cervus albirostris) је сисар из реда папкара Artiodactyla и породице (Cervidae). 

## Распрострањење
Врста насељава средишњи део Кине, а увезена је и на Нови Зеланд.

## Станиште
Станишта врсте су шуме, поља, травна вегетација, језера и језерски екосистеми и речни екосистеми. 
Врста је по висини распрострањена до 5.100 метара надморске висине.

## Угроженост
Ова врста се сматра рањивом у погледу угрожености врсте од изумирања.